# Oinville-sous-Auneau

Oinville-sous-Auneau este o comună în departamentul Eure-et-Loir, Franța. În 1 ianuarie 2022 avea o populație de 326 de locuitori.